# モンメガンティク天文台

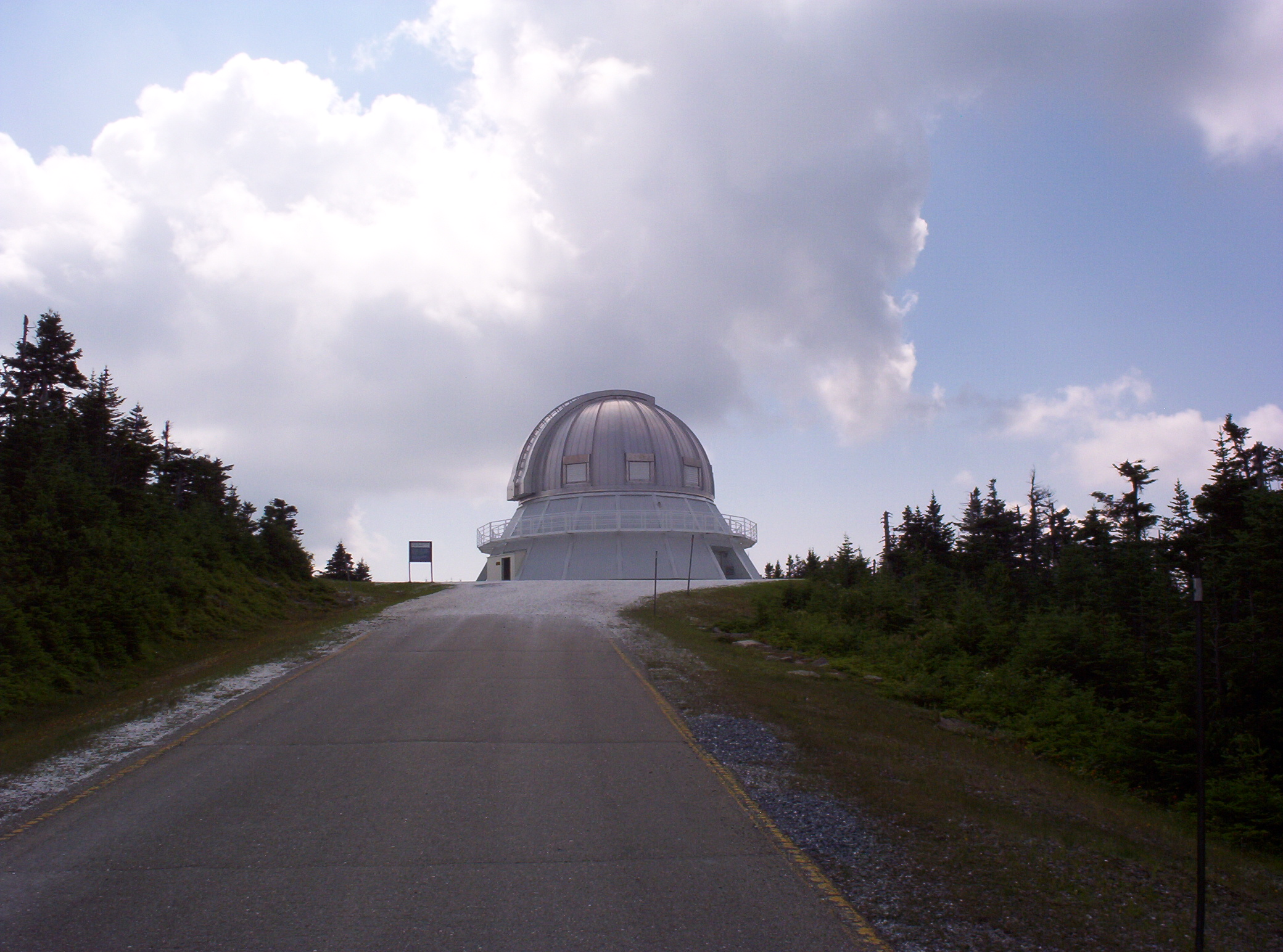

モンメガンティク天文台 (Observatoire du Mont Megantic) は、モントリオール大学とラバル大学が共同で運営するカナダの天文台である。1978年に設立された。カナダ東部で最大の天文台である。ケベック州で最も高い山、モンメガンティク(Mont Megantic)の頂上にある。IAUの天文台コードは301でモントリオールの東、ケベック市の南250kmの位置にある。
近代的な装置のついた望遠鏡が稼動している。赤外線撮像装置もあるが、しばしばCanada-France-Hawaii Telescope (CFHT) の観測に貸し出されている。現在の所長はピエール・バスティーンである。.
光害の防止のために国際光害防止協会 (International Dark-Sky Association :IDA) の機関が最初に設置された。天文台の周囲5500kmの暗い夜空が確保されている。